# Даймадере
Даймадере (азерб. Dəymədərə) — село в Огузском районе Азербайджана. 

## География
Расположено на берегу реки Даймадарачай (приток реки Калачай), в 20 км к юго-востоку от районного центра города Огуз.

## История
По материалам посемейных списков на 1886 год, в Дамадара Падарского сельского общества III участка Нухинского уезда Елисаветопольской губернии насчитывалось 36 дымов и 146 жителей. Население указывалось как «татары» (азербайджанцы).

## Население
Согласно результатам Азербайджанской сельскохозяйственной переписи 1921 года село Дама-дара с преобладающим населением тюрками-азербайджанцами населяли 346 человек, из них 185 мужчин  и 161 женщина.
По данным издания «Административное деление АССР», подготовленного в 1933 году Управлением народно-хозяйственного учёта Азербайджанской ССР (АзНХУ), по состоянию на 1 января 1933 года в Деймадера входившем в состав Падарского сельсовета Варташенского района Азербайджанской ССР проживало 343 человека (76 хозяйств, 177 мужчин и 166 женщин). Национальный состав всего сельсовета (сёла Аглыг, Деймадера, Якублу, Емишанлы, Падар, Карабалдыр, Таифлы, Варданлы, Зарраб) на 82,2 % состоял из тюрков (азербайджанцев).
Жители заняты животноводством, выращиванием овощей и бахчеводством. Имеются полная средняя школа, клуб, библиотека, медицинский пункт, АТС.